# 梅里马克名牌折扣购物中心
梅里马克名牌折扣购物中心（英語：Merrimack Premium Outlets，又名梅里马克奥特莱斯）位于新罕布什尔州梅里马克县，是西蒙地产集团旗下的奥特莱斯购物中心。购物中心于2012年6月14日开业，拥有100家店铺。
购物中心拥有多家高档名牌商店，例如巴伯尔、蔻驰、迈克尔·科尔斯和盖尔斯等等。除此以外，购物中心还有多家工厂店，例如拉夫·劳伦马球, 薩克斯第五大道, 布魯明黛和香蕉共和国工厂店。